# WTA Bournemouth
Das WTA Bournemouth (offiziell: The Rover British Clay Court Championships) war ein Damen-Tennisturnier der WTA Tour, das in der englischen Stadt Bournemouth auf  ausgetragen wurde.

## Siegerliste

### Einzel
| Jahr                   | Siegerin           | Finalgegnerin       | Ergebnis      |
| ---------------------- | ------------------ | ------------------- | ------------- |
| 1972                   | Evonne Goolagong   | Helga Masthoff      | 7:5, 6:2      |
| 1973                   | Virginia Wade      | Evonne Goolagong    | 6:4, 6:4      |
| 1974                   | Virginia Wade      | Julie Heldman       | 6:1, 3:6, 6:1 |
| 1975                   | Janet Newberry     | Terry Holladay      | 7:9, 7:5, 6:3 |
| 1976                   | Helga Masthoff     | Sue Barker          | 5:7, 6:3, 6:3 |
| ↓ Kategorie: Tier IV ↓ |                    |                     |               |
| 1995                   | Ludmila Richterová | Patricia Hy-Boulais | 6:7, 6:4, 6:3 |

### Doppel
| Jahr                   | Siegerinnen                         | Finalgegnerinnen                    | Ergebnis |
| ---------------------- | ----------------------------------- | ----------------------------------- | -------- |
| 1972                   | Evonne Goolagong Helen Gourlay      | Brenda Kirk Betty Stöve             | 7:5, 6:1 |
| 1973                   | Patricia Coleman Wendy Turnbull     | Evonne Goolagong Janet Young        | 7:5, 7:5 |
| 1974                   | Julie Heldman Virginia Wade         | Patti Hogan Sharon Walsh            | 6:2, 6:2 |
| 1975                   | Lesley Charles Sue Mappin           | Delina Boshoff Greer Stevens        |          |
| 1976                   | D. Ann Boshoff Ilana Kloss          | Lesley Charles Sue Mappin           | 6:3, 6:2 |
| ↓ Kategorie: Tier IV ↓ |                                     |                                     |          |
| 1995                   | Mariaan de Swardt Ruxandra Dragomir | Kerry-Anne Guse Patricia Hy-Boulais | 6:3, 7:5 |